# Santa Maria della Purificazione in Banchi
Santa Maria della Purificazione in Banchi ou Igreja de Nossa Senhora da Purificação em Banchi era uma igreja de Roma, Itália, localizada no rione Ponte, no antigo cruzamento da via del Consolato com a via dei Banchi Vecchi, de frente para Palazzo del Banco di Santo Spirito. Este cruzamento não existe mais e em seu lugar está o novo Largo Ottavio Tassoni, resultado das obras de prolongamento do Corso Vittorio Emanuele II que levaram também à demolição desta igreja em 1888. Era dedicada a Nossa Senhora da Purificação.

## História e descrição

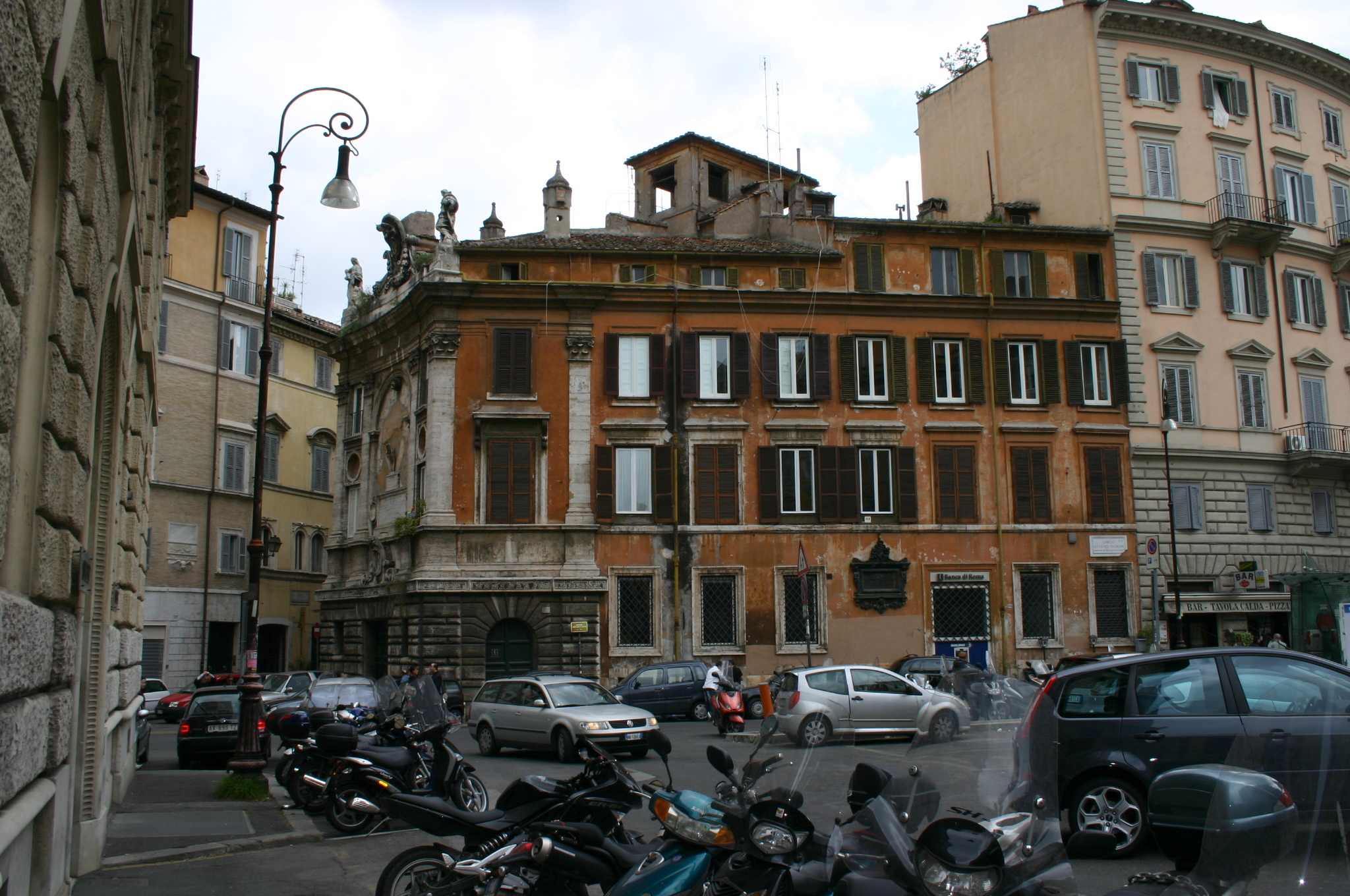
Largo Ottavio Tassoni, aberto no local onde ficava Santa Maria. Ao fundo, o Palazzo della Zecca vecchia.

A igreja tinha origem muito antiga, remontando pelo menos até o século XII. Foi mencionada pela primeira vez numa bula do papa Urbano III em 1186 entre as igrejas afiliadas à basílica de San Lorenzo in Damaso com o nome de Santo Stefano. Ela ficava perto da igreja paroquial de Sant'Orso de Ponte, uma referência à vizinha Ponte Sant'Angelo.
Como a igreja estava ameaçando desabar, em 1473 o papa Sisto IV a concedeu à Confraria dos Transalpinos, que reunia membros de diversas nacionalidades de além dos Alpes, como franceses, burgúndios, lorenenses, saboiardos, alemães e flamengos. A igreja foi dedicada pela confraria a Nossa Senhora da Purificação e passou a ser conhecida como Santa Maria della Purificazione delle quattro Nazioni quando alemães e flamengos deixaram a confraria. Na época, era conhecida também como Santa Maria della Candelora ("Nossa Senhora da Candelária"). Anexa à igreja estava uma casa utilizada pela confraria como residência do capelão e cujo estipêndio era pago por ela.
A igreja foi novamente restaurada em 1732 e em 1795 de acordo com inscrições preservadas no interior. Depois da ocupação napoleônica de Roma e da supressão da Confraria dos Transalpinos (1798), o edifício passou para as mãos da França. Na época da demolição, os mármore e as principais obras de arte foram destacados e levados para outros locais. O brasão da confraria, visível na igreja e na casa anexa, era composto pelas quatro armas da França, Borgonha, Lorena e Saboia.
No teto da igreja estava um afresco da "Circuncisão de Jesus", obra de um discípulo da escola de Júlio Romano. No altar-mor estava uma imagem de Nossa Senhora muito querida pelo povo romano. No portal, do século XIII ou XIV, estava dois leões de mármore que foram reutilizados no palácio de San Luigi dei Francesi.